# Chevrolet Astro
Chevrolet Astro – samochód osobowo-dostawczy typu van klasy średniej produkowany pod amerykańską marką Chevrolet w latach 1985 – 2005.

## Pierwsza generacja

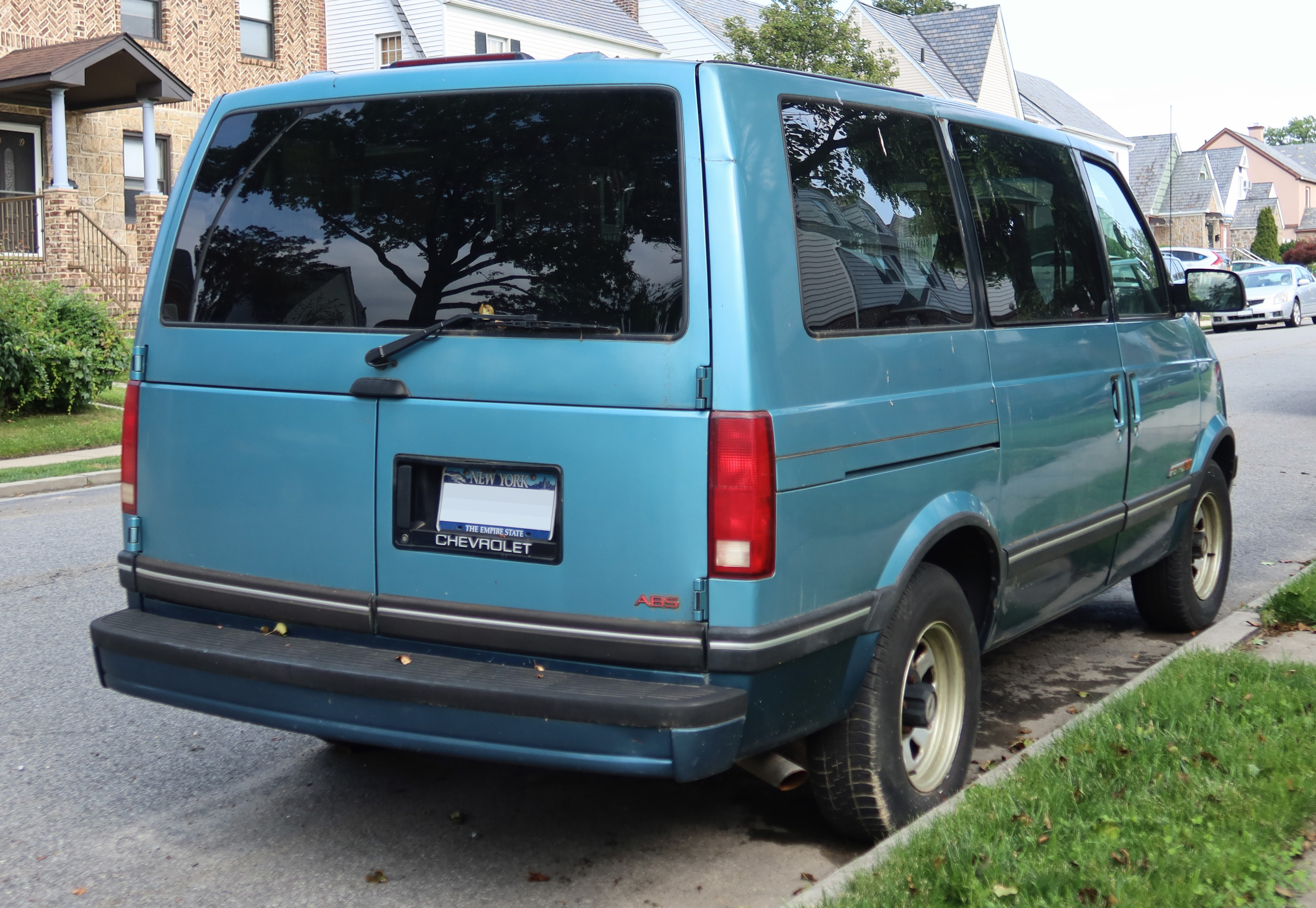
Chevrolet Astro I - tył

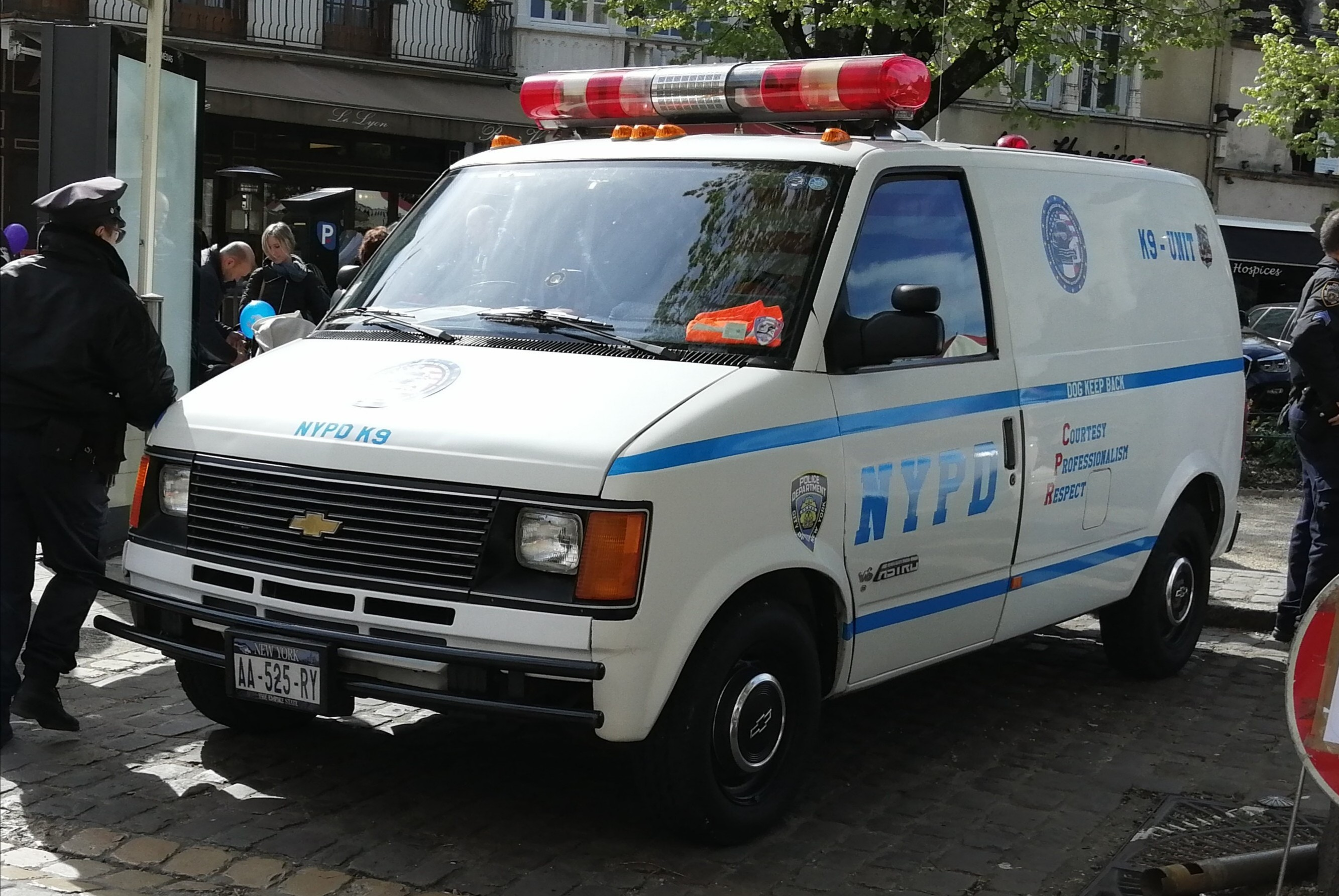
Chevrolet Astro I w wersji dostawczej

Chevrolet Astro I został zaprezentowany po raz pierwszy w 1981 roku.
Samochód pojawił się w ofercie jako wspólna konstrukcja Chevroleta i GMC jako bardziej kompaktowa i przystępniejsza cenowo alternatywa dla większej rodziny modeli osobowo-dostawczych Van/Sportvan.
Pierwsza generacja Astro zyskała charakterystyczny, ścięty pod kątem przód z dużymi, prostokątnymi reflektorami, a także dużą prostokątną atrapę chłodnicy z dużym logo producenta w centralnym miejscu. Z tyłu z kolei zamontowano wąskie, prostokątne lampy i wklęsłe miejsce na tablicę rejestracyjną.

### Silniki
- L4 2.5l 98 KM
- V6 4.3l 165 KM
- V6 4.3l 200 KM

## Druga generacja

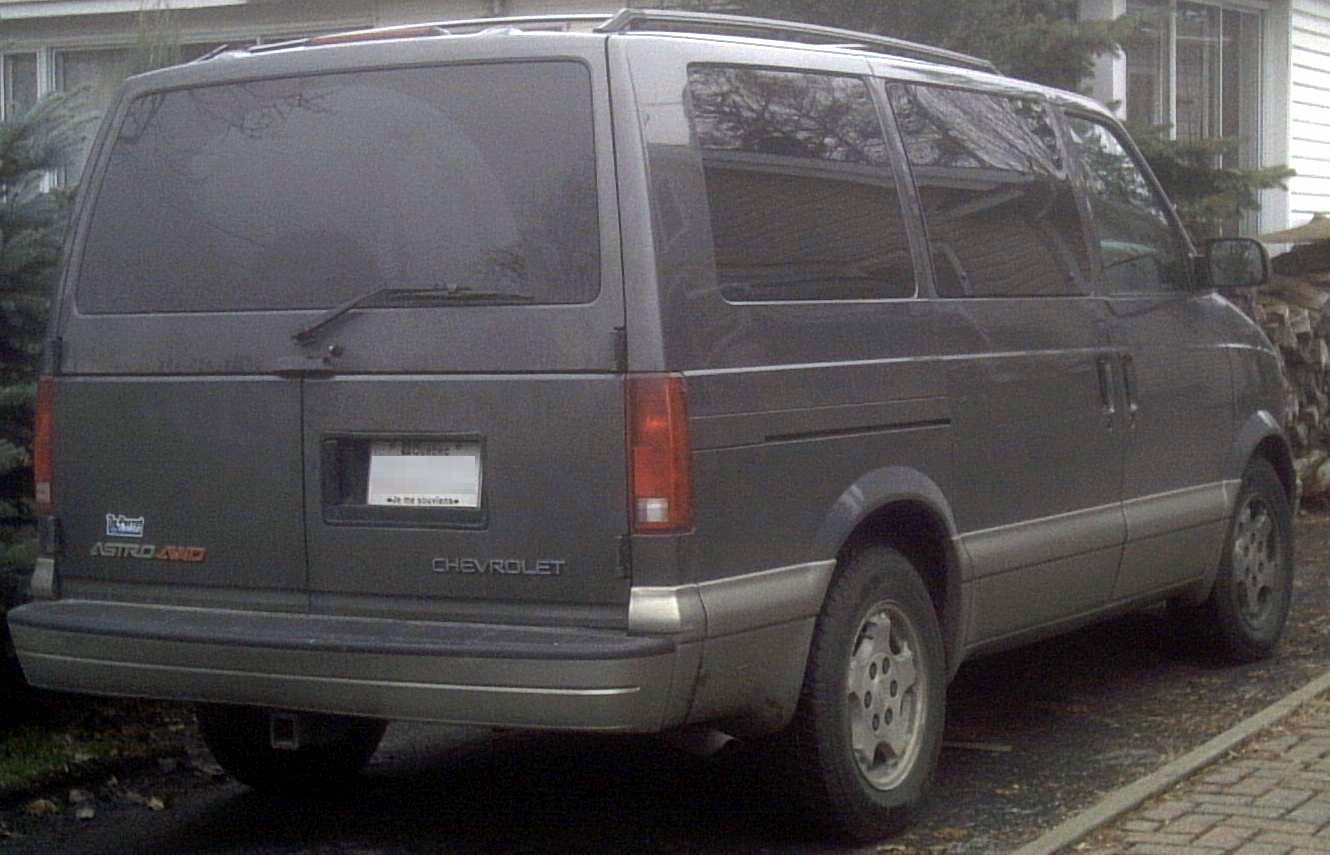
Chevrolet Astro II - tył

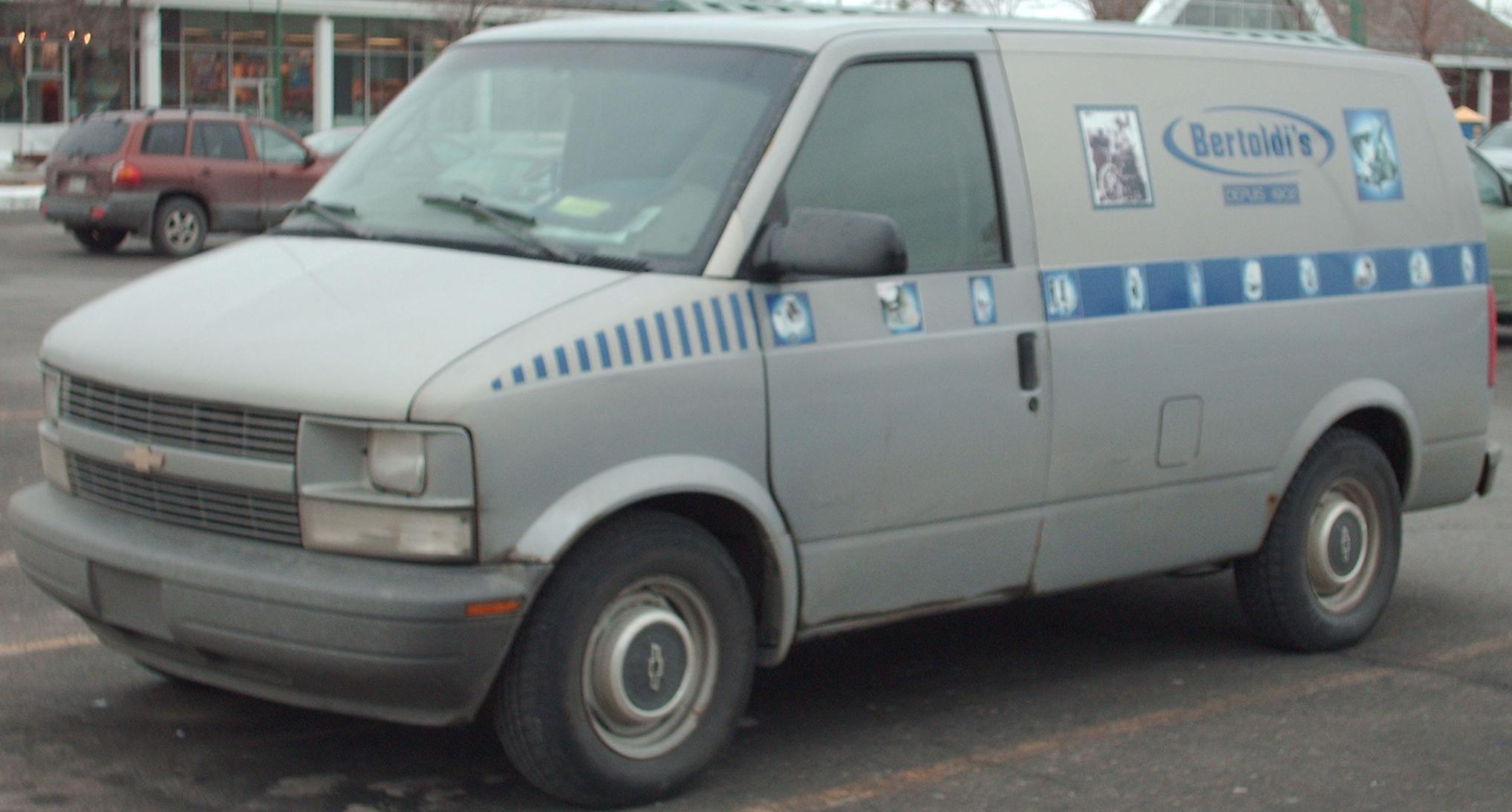
Chevrolet Astro II w wersji dostawczej

Chevrolet Astro II został zaprezentowany po raz pierwszy w 1995 roku.
Po 10 latach produkcji, druga generacja Astro trafiła na rynek jako gruntownie zmodernizowana konstrukcja. Samochód stał się większy i przestronniejszy, przechodząc ewolucyjny zakres zmian. Nadwozie zyskało masywniejszy przód z większymi, dwuczęściowymi reflektorami, a także dużą atrapą chłodnicy przeciętą przez pół chromowaną poprzeczką z logo producenta.
W 2005 roku Chevrolet zakończył produkcję Astro po dekadzie rynkowej obecności, nie prezentując tym razem bezpośredniego następcy. Rolę dużego vana przejął nowy model Uplander, z kolei modelem dostawczym w gamie ponownie na wyłączność został większy Express.

### Silnik
- V6 4.3l